# Локул
Локул, локула (лат. loculus — местечко, гроб, ящик) — элемент древнеримской архитектуры в виде небольшой стенной ниши. Изначальным её назначением было размещение ларцов и ящиков, затем вплоть до II века до нашей эры их обустраивали в стенах колумбариев и камерных гробниц для хранения погребальных урн с прахом умерших, которые могли располагаться в несколько ярусов.
В дальнейшем, с распространением христианской религии и сменой обрядовых ритуалов, локули стали помещаться в верхнюю часть стен, а их нижняя часть отводилась под аркосолии.